# Archephemeropsis trentepohlioides
Archephemeropsis trentepohlioides là một loài Rêu trong họ Hookeriaceae. Loài này được Renner mô tả khoa học đầu tiên năm 1934.